# Teoría del envejecimiento por daños en el ADN

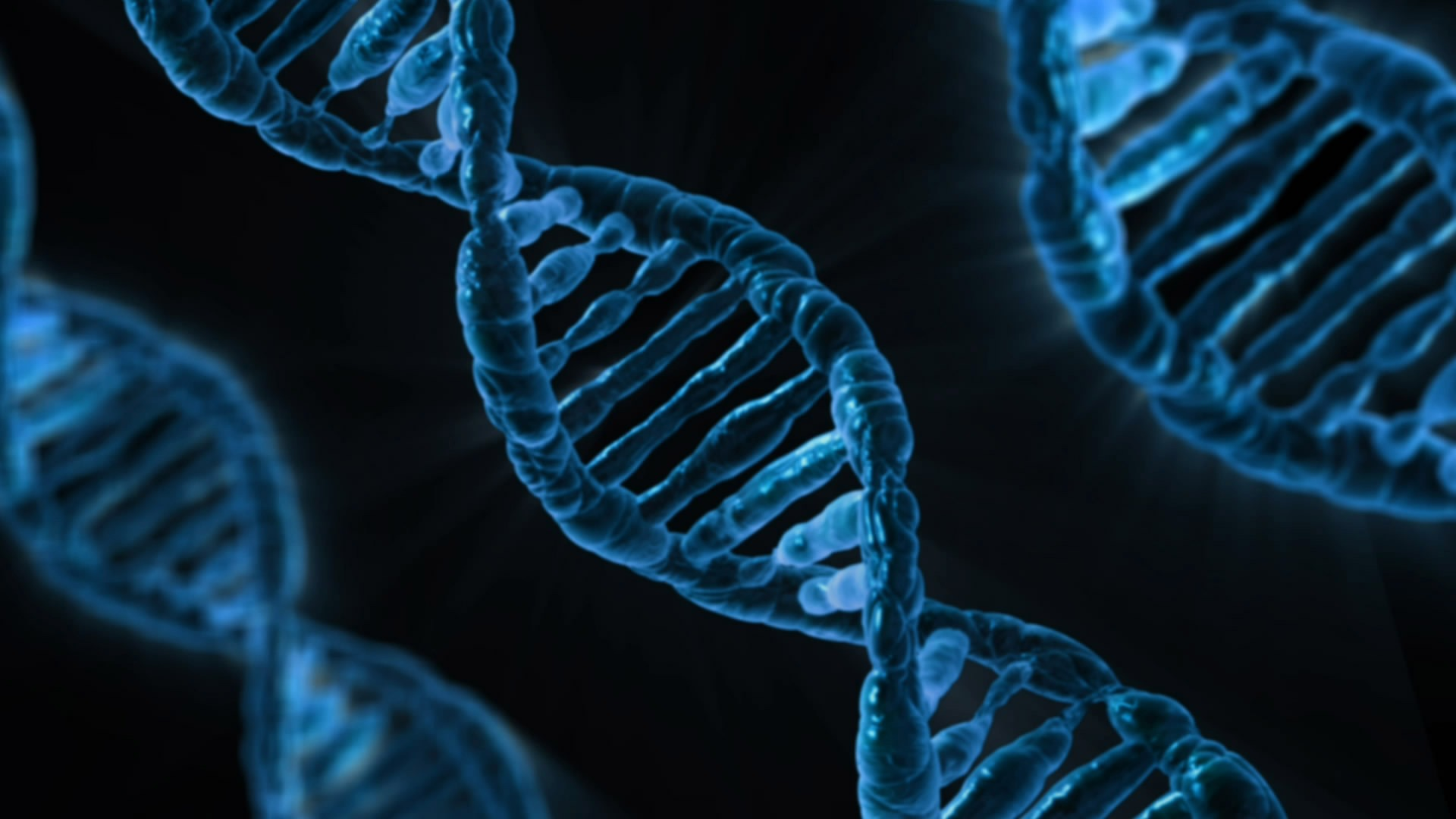
Los daños en el ADN podría ser una de las principales causas del envejecimiento.

La teoría del envejecimiento por daños en el ADN es una teoría científica que postula que la acumulación de daños en el ADN es una de las principales causas de la senescencia o envejecimiento. La senescencia es un proceso natural integrado en el desarrollo ontogenético de casi todos los organismos, especialmente de los multicelulares, de mayor complejidad, durante el cual se produce un deterioro funcional gradual de diferentes órganos y tejidos. La senescencia es un proceso complejo, probablemente motivado por diversos factores que actúan a distintos niveles de la organización biológica.
La teoría del envejecimiento por daños en del ADN se refiere al nivel molecular y celular y trata de dilucidar algunos de los factores responsables de la producción del fenotipo típicamente asociado a la senectud. Su premisa es que las células, con el paso del tiempo y los repetidos ciclos de división celular empiezan a acumular lesiones en el ADN. Tales lesiones, aunque a menudo dan lugar a mutaciones genéticas, no pueden confundirse con éstas, ya que comprenden daños a mayor escala, típicamente relacionados con el cambio conformacional de largas secuencias de ADN. Tales cambios, durante el proceso de transcripción y traducción, pueden ser responsables de mutaciones o silenciamientos génicos.